# Скрижали

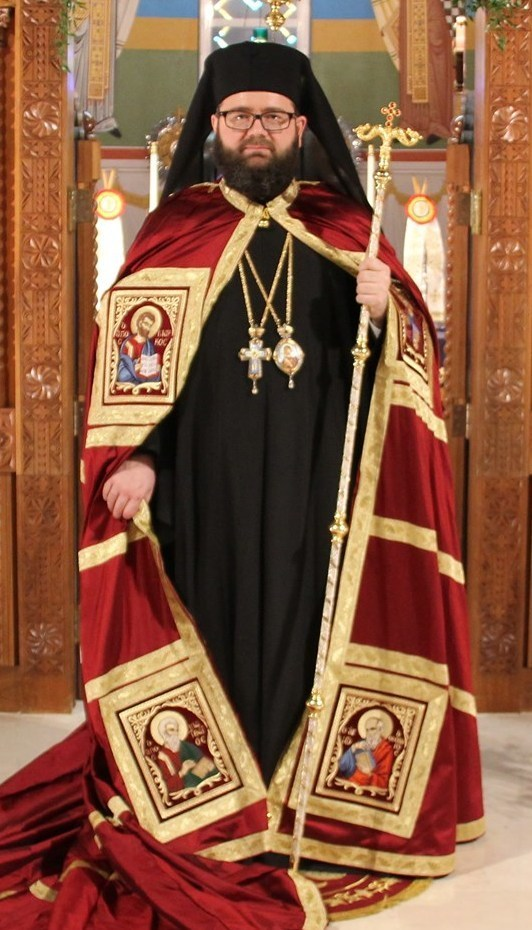
Епископ Кливлендский Андрей в архиерейской мантии со скрижалями

Скрижали, или поматы (в переводе с греч. — «крышки») — нашиваемые на мантии архиереев и архимандритов спереди вверху и внизу прямоугольники из материи с изображениями Креста, Спасителя, Богородицы, серафимов или святых. На нижних скрижалях иногда вышиваются инициалы архиерея.

## Описание

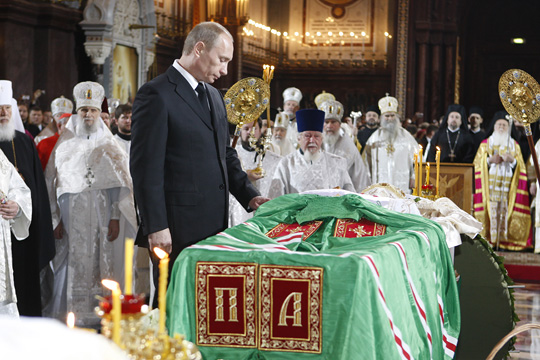
Инициалы почившего патриарха Алексия II на скрижалях его мантии, которая покрывает гроб с его телом.

На верхних скрижалях изображаются кресты или иконы, в нижних скрижалях могут стоять инициалы архиерея.
Скрижали означают, что архиерей в своем служении руководствуется заповедями Божиими.
В прошлом цвет скрижалей, как и мантии, зависел от кафедры или класса монастыря, богослужебного применения мантии, то есть от праздника, в который она надевалась, а также от личных заслуг обладателя мантии. На выбор изображений на скрижалях влияли следующие факторы:
- символическое значение, которое должны нести скрижали;
- небесный покровитель монастыря или кафедры;
- праздник, в который надевалась мантия, то есть её богослужебное применение;
- исторические события, связанные с монастырем.